# Сулавесский красношапочный висячий попугайчик
Сулавесский красношапочный висячий попугайчик (лат. Loriculus stigmatus) — птица отряда попугаеобразных.

## Внешний вид
Основная окраска зелёная. Окраска спины зелёная с золотисто-жёлтым оттенком. Верх головы, надхвостье и верхние кроющие перья хвоста карминово-красные. Полоска на крыле и пятно на горле тоже карминово-красные. У самок нет красной окраски в верхней части головы. Клюв красный.

## Распространение
Обитают на островах Сулавеси, Бутунг, Муна и Тогиан.

## Образ жизни
Населяют субтропические и тропические влажные леса.

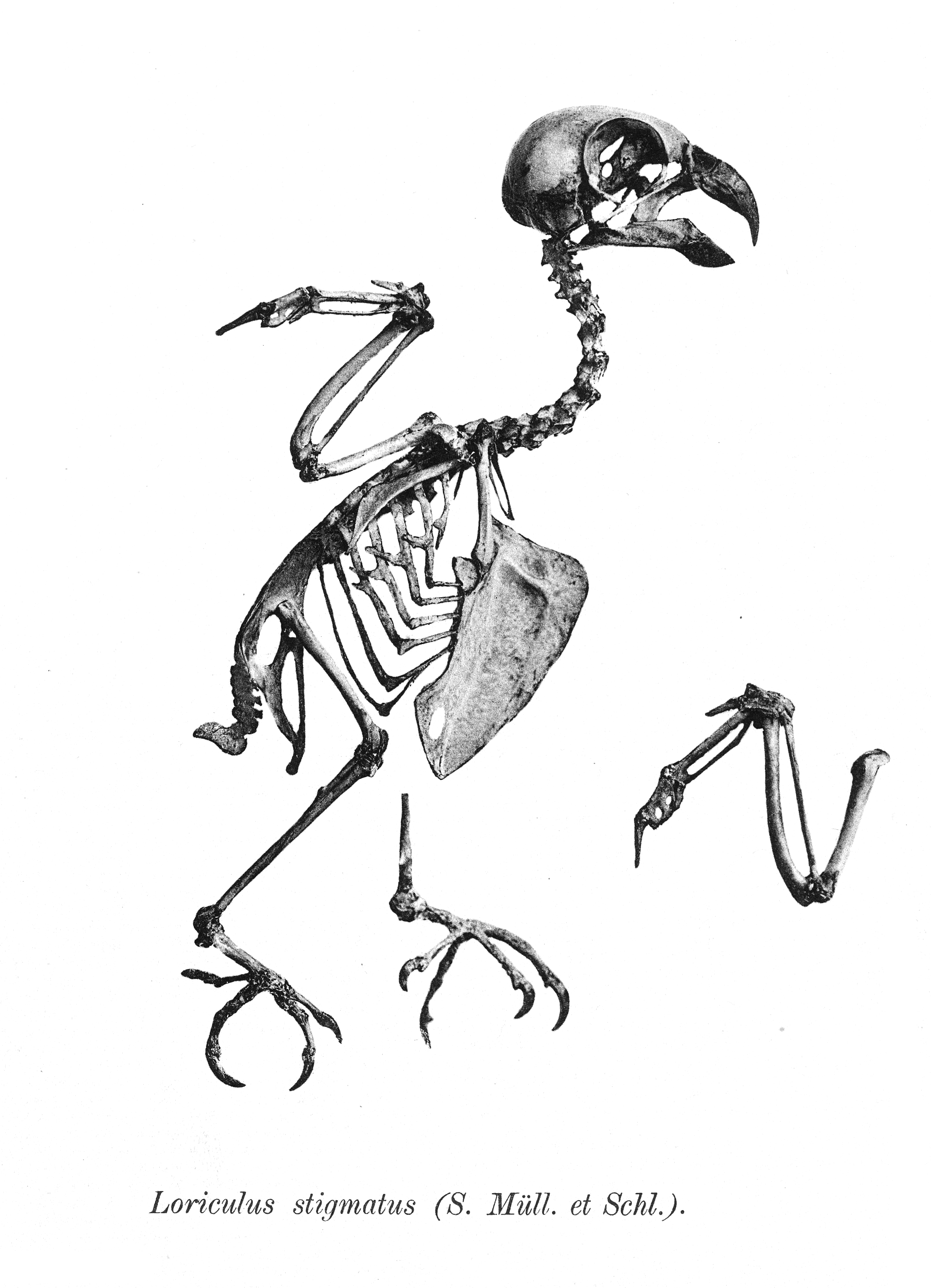
Скелет Loriculus stigmatus

## Классификация
Вид включает три подвида:
- Loriculus stigmatus stigmatus — эндемик острова Сулавеси.
- Loriculus stigmatus croconotus — обитает на островах Бутунг и Муна.
- Loriculus stigmatus quadricolor — обитает на островах Тогиан.